# Episodio di vita ospedaliera

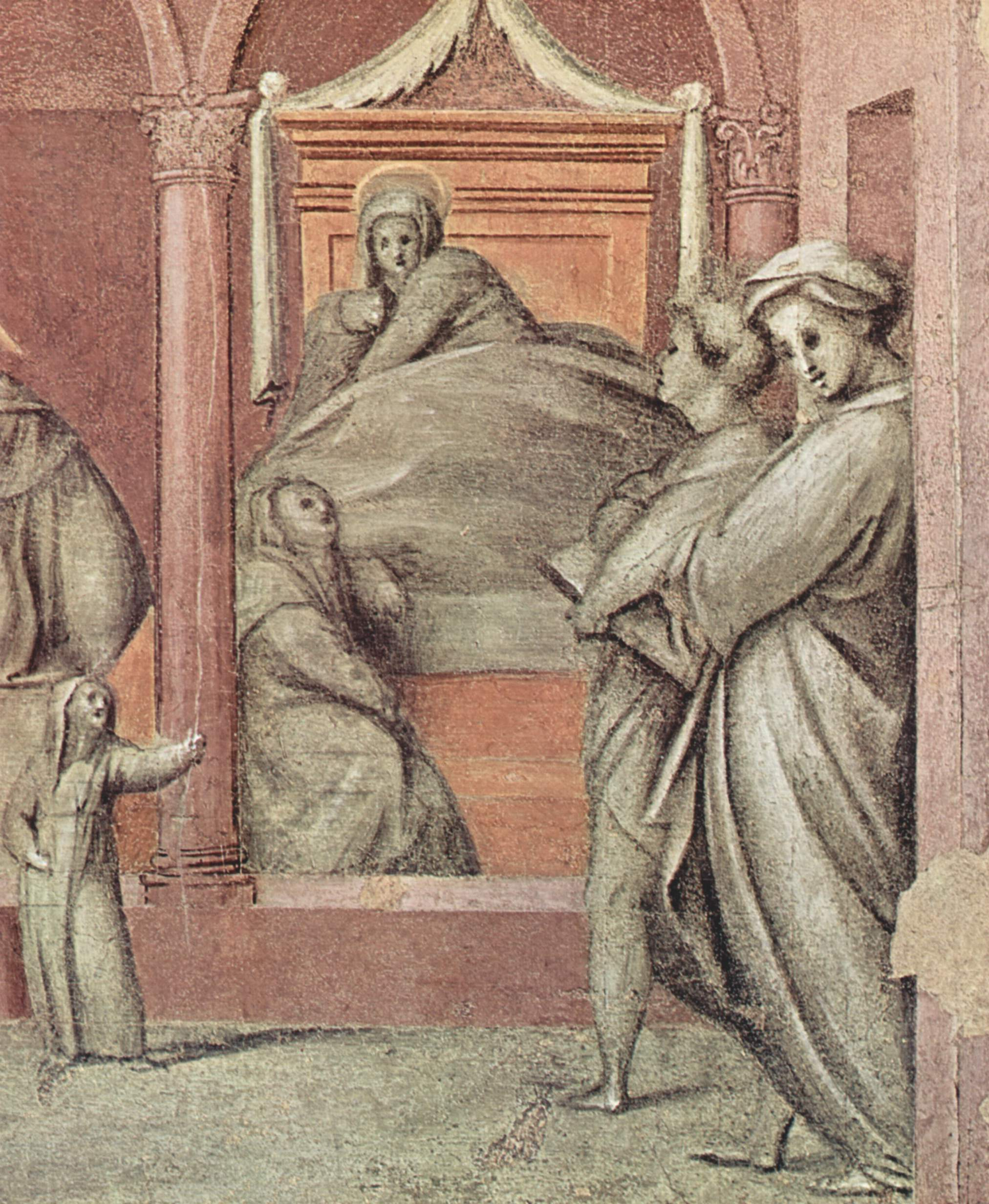
Dettaglio

L'Episodio di vita ospedaliera è un affresco staccato (91x150 cm) di Pontormo, databile al 1514 circa e conservato nella Galleria dell'Accademia a Firenze.

## Storia
L'opera, dipinta a monocromo, si trovava su una parete dell'ospedale di San Matteo di Firenze e rappresentava ambientata nella corsia delle donne dell'ospedale. Dal Settecento l'ospedale è stato convertito nel museo e l'affresco, dopo essere stato staccato ed aver subito sorti alterne, è stato esposto nella sala in cui si trovava anticamente.
Già attribuito ad Andrea del Sarto, fu riferito all'attività giovanile di Pontormo dal Gamba, seguito poi da Berenson e tutto il resto della critica. La datazione si basa su somiglianze con opere di quegli anni, come la Nascita della Vergine di Andrea del Sarto nel Chiostro dei Voti.
Luciano Berti avvicinò all'affresco un disegno conservato a Monaco (14042r, cfr. Cox Rearick, n. 17) con due donne, da altri riferito a uno studio preparatorio della Visitazione sempre nel Chiostro dei Voti.

## Descrizione e stile
La lettura più diffusa della scena è legata all'attività ospedaliera (Philippe Costamagna), anche se non manca chi via ha scorto episodi della vita di una santa, magari la Beata Umiltà (la Preghiera della Beata Umiltà che risuscita una bambina morta e il Miracolo del ghiaccio richiesto dalla Beata durante la malattia unita a una lavanda dei piedi che ricorderebbe la sua dote più celebre, l'umiltà appunto).
In ogni caso la scena riprende il modello della Natività di Maria di Andrea del Sarto (con citazaioni letterarie quali le ciabatte appoggiate a terra e il bacile), intonato però a termini più dismessi e quasi realistici. La sobrietà è accentuata dalla riduzione della gamma cromatica (limitata ai toni rossi, bruni/verdi e violacei, con tocchi d'oro nelle aureole). Figure e pose hanno reminiscenze classiche, ma assolutamente nuova è l'angolosità dei loro contorni e il ritmo scattante dei movimenti, oltre alle espressioni pungenti, che marcano una direzione già verso il superamento dei canoni tradizionali. I volti sono appuntiti, gli occhi tondi, le bocche piccole e spesso dischiuse.